# Pieter Bleeker
Pieter Bleeker (10 lipca 1819 w Zaandam, zm. 24 stycznia 1878 w Hadze) – holenderski lekarz i ichtiolog. Badacz ryb Azji Południowo-Wschodniej.
Początkowo zainteresował się farmakologią dzięki zaprzyjaźnionemu farmaceucie, który zamieszkiwał w tym samym domu co Pieter Bleeker. To dzięki niemu pochodzący z niższych sfer Pieter kontynuował naukę, zdobywając certyfikaty z farmaceutyki, następnie z chirurgii. W kolejnych latach jego zainteresowanie skupiało się na fizjologii i zoologii. Dużo czasu poświęcił zagłębianiu tej tematyki w bibliotece Muzeum w Haarlemie.
Starał się o pracę w Rijksmuseum van Natuurlijke Historie w Lejdzie, lecz z braku etatu zdecydował się na wyjazd do Paryża, gdzie podjął się kontynuowaniu nauki na kierunku medycznym. Po kilku miesiącach powrócił do Lejdy. Kiedy próby zatrudnienia się w Muzeum w Lejdzie się nie powiodły, zdecydował się na kontynuowanie kariery wojskowej na stanowisku oficera medycznego, gdzie w latach 1842–1860 był zatrudniony w armii holenderskiej przebywającej w Indonezji. W roku 1842 przybył do stolicy Indonezji, nazywanej w tym okresie Batavią (dziś Dżakarta), gdzie pełnił służbę jako trzeciej klasy chirurg.
W tym okresie wiele czasu poświęcił rybom występującym na tamtejszym terenie. Podczas prac nad gatunkami ryb nawiązał wiele kontaktów z miejscową ludnością, w wyniku czego zebrał ponad 18 000 okazów ryb. Jego wielką kolekcję zakupiło Muzeum w Lejdzie, gdzie wiele z tych okazów znajduje się po dzisiejszy dzień w Muzeum Historii Naturalnej w Lejdzie.
Po powrocie do kraju rozpoczął publikację Atlasu Ichtiologicznego (Atlas Ichthyologique des Orientales Neerlandaises), który ukazał się w latach 1862–1877. Atlas opublikowany został w 36 tomach, w których zgromadził zbiór artykułów o tematyce ichtiologicznej obejmujący m.in. ponad 1500 ilustracji. W swoich ponad 500 publikacjach opisał 511 rodzajów ryb i 1925 gatunków ryb.
Od 1862 był członkiem Królewskiej Holenderskiej Akademii Sztuk i Nauk.